# 2021年8月臺灣
| << | 2021年8月 （民國110年） | >> |    |    |    |    |
| \| 日 \| 一 \| 二 \| 三 \| 四 \| 五 \| 六 \| \| 1 \| 2 \| 3 \| 4 \| 5 \| 6 \| 7 \| \| 8 \| 9 \| 10 \| 11 \| 12 \| 13 \| 14 \| \| 15 \| 16 \| 17 \| 18 \| 19 \| 20 \| 21 \| \| 22 \| 23 \| 24 \| 25 \| 26 \| 27 \| 28 \| \| 29 \| 30 \| 31 \| \| \| \| \| \| \| \| \| \| \| \| \| |                         |    |    |    |    |    |
| 臺灣新聞動態／維基新聞 |                         |    |    |    |    |    |
| 世界／中国大陆／臺灣 |                         |    |    |    |    |    |
| 日 | 一                      | 二 | 三 | 四 | 五 | 六 |
| 1 | 2                       | 3  | 4  | 5  | 6  | 7  |
| 8 | 9                       | 10 | 11 | 12 | 13 | 14 |
| 15 | 16                      | 17 | 18 | 19 | 20 | 21 |
| 22 | 23                      | 24 | 25 | 26 | 27 | 28 |
| 29 | 30                      | 31 |    |    |    |    |
| |                         |    |    |    |    |    |

## 8月1日
- 羽球好手戴資穎雖不敵中國籍選手陈雨菲拿下羽球單打銀牌，但仍是台灣奧運史中羽球單打的新紀錄[1]。
- 高爾夫球好手潘政琮以累計低於標準15桿的269桿，與其他6人並列第3，並在延長加洞賽第4洞勝出奪下銅牌，成為台灣奧運史上首面的高爾夫球獎牌[2]。

## 8月2日
- 食藥署在7月19日核准高端MVC-COV1901新冠肺炎疫苗專案製造後，首次公布會議紀錄[3]。

## 8月6日
- 中央流行疫情指揮中心指揮官陳時中宣布，8月10日至8月23日全國疫情警戒仍維持二級，但游泳池有條件開放[4]。

## 8月7日
- 上午08時07分臺灣高鐵苗栗站與臺中站間路段因連日豪雨引發邊坡滑動，造成雙向路線中斷，於隔日搶修恢復單線雙向通車。

## 8月13日
- 金管會宣布自8月14日起廢止蝦皮支付做專營電子支付的業務許可，並有可能將支付業務轉到「樂購蝦皮」[5]。

## 8月14日
- 漢翔航空工業在改裝F-16戰機時發生聯氨外洩的意外[6]。

## 8月15日
- 高端表示將持續為旗下的高端MVC-COV1901新冠肺炎疫苗進行第三期臨床試驗，並已向巴拉圭遞件申請緊急使用授權[7]。
- 高美醫專由於未在法定的停辦後3年內改辦完成，其約4億元校產充公歸高雄市政府所有，是台灣國內第1所校產轉為公有的私立學校[8]。

## 8月16日
- 聯亞生技開發旗下的UB-612 2019冠状病毒病疫苗緊急使用授權審查沒有通過，連帶導致其股價當日下跌超過50%[9]。

## 8月17日
- 中信兄弟拿下中華職棒32年的上半季冠軍[10]。
- 知名「反年改」人士吳萬固，因涉嫌性侵犯安置其名下的少女，一、二審判處徒刑5年9月。中華民國最高法院今日駁回上訴，全案定讞[11]。

## 8月20日
- 釋字第807號解釋，由於女性夜間不得工作之規定有違反憲法之虞，故勞動基準法第49條有關之規定即日起失效[12][13]。

## 8月21日
- 中央流行疫情指揮中心指揮官陳時中宣布，8月24日至9月6日全國疫情警戒仍維持二級，但放寬部份場所和室內室外的集會人數限制[14]。

## 8月26日
- 中國文化大學與圖靈鏈公司簽署合作意向書，將領先全台私立大學，讓應屆畢業的博碩學士生可申請到數位畢業證書[15]。

## 8月27日
- 迪士尼頻道在臉書專頁宣布，評估業務及營運後決定將於2022年1月1日在臺灣終止營運，並透過Disney+為台灣消費者提供兒童節目[16]。
- 經濟部公布513、517大停電與727核二跳電的檢討報告[17]。

## 8月31日
- 國防部全民防衛動員室主任韓岡明表示，萬安演習44號預計於2021年9月15日登場。並因COVID-19疫情的影響，將不實施人車管制以及疏散避難等動作[18]。